# Gschlachtenbretzingen
Gschlachtenbretzingen ist ein Ortsteil von Michelbach an der Bilz im Landkreis Schwäbisch Hall im nördlichen Baden-Württemberg.

## Geografie
Gschlachtenbretzingen liegt südsüdöstlich des Schwäbisch Haller Zentrums in Richtung Michelbach, drei Kilometer von der Stadtmitte und zwei Kilometer von der Dorfmitte Michelbachs entfernt. Das Dorf nimmt rechts und östlich des Kochers die Mitte einer kleinen Hochebene ein, die im Norden vom größeren Tal des Nebenflusses Waschbach durch den Haller Stadtteil Steinbach und im Südosten von der lange nur flachen Mulde des Remsbaches begrenzt ist.
Der alte Siedlungskern des Ortes liegt um die Hauptstraße im Südwesten, im Osten und im Nordosten schließen sich die Neubaugebiete Bildwiesen- und Milchgrundsiedlung an und hinter dieser Gewerbegrundstücke, die sich entlang der Bahnstrecke Crailsheim–Heilbronn nach Norden bis dicht an den Schwäbisch Haller Ortsteil Hessental erstrecken. Im Umfeld und sogar im heutigen Wohnbereich des Dorfes wurde früher in Gruben Gips abgebaut, wovon teilweise noch Geländesenken zeugen.
Die Gemarkung Gschlachtenbretzingens endet im Osten am Fuß des Einkorns, im weiteren Verlauf an der Südwestkante von dessen Hochplateau, im Süden folgt ihre Grenze dem Remsbach und dem Kocher, im Westen hält sie sich an die obere Kochertalkante, im Norden wahrt sie zur Waschbachtalkante merklichen Abstand.

## Geschichte
Gschlachtenbretzingen liegt am Anstiegweg zur bereits zur Zeit der Kelten genutzten Kohlenstraße, einer vor allem für den Salztransport wichtigen Straße in Richtung Südwesten auf der bewaldeten Hochebene der westlichen Limpurger Berge. In alten Urkunden ist zumeist nur von Bretzingen die Rede. Der ursprüngliche Siedlungsort war wohl der heutige Michelbacher Ortsteil Burgbretzingen, wo im hohen Mittelalter eine Burg zur Kontrolle des Aufstiegs zum Einkorn stand. Nachdem diese noch im Mittelalter abgegangen war, wurde der Burgstall Altenhofen genannt, die beiden Siedlungen in der Niederung Obernbretzingen (heute Gschlachtenbretzingen) Niedernbretzingen (heute Rauhenbretzingen).
Innerhalb des alten Ortskerns von Gschlachtenbretzingen selbst lassen sich noch drei Siedlungskerne ausmachen: der obere Weiler um den einstigen Schulzenhof, der mittlere Weiler und das untere Dorf. Der obere Weiler war einst eine geschlossene und befestigte Anlage, die als Wach- und Zollstation diente. Das untere Dorf ist eine Gruppe von ehemaligen Bauernhöfen, die einst auch von Vellberger Lehensbauern bewirtschaftet wurden.
Der Ort teilt im Wesentlichen die Geschichte von Michelbach und war bis ins frühe 19. Jahrhundert in eine comburgische und eine limpurgische Hälfte geteilt, was sich ab dem 16. Jahrhundert auch in unterschiedlicher Konfessionszugehörigkeit der Untertanen ausdrückte, da die Schenken von Limpurg die Reformation mitmachten, während das Kloster Comburg katholisch blieb. Die beiden Teile kamen im Zuge der Neuordnung Südwestdeutschlands nach den napoleonischen Kriegen bis 1806 gemeinsam an Württemberg, wo Gschlachtenbretzingen bis 1931 innerhalb des Oberamts Gaildorf eine Teilgemeinde des Amtes Michelbach mit eigener Verwaltung und Rechnungsführung bildete. Die Teilgemeinden wurden 1931 aufgehoben.
Die Erweiterung des Ortes um die beiden Neubausiedlungen und das Gewerbegebiet entstand im Wesentlichen erst nach dem Zweiten Weltkrieg. Sowohl viele Neubürger als auch einige der Gewerbetreibenden, die sich in Gschlachtenbretzingen niederließen, waren Kriegsflüchtlinge oder Heimatvertriebene. Die Siedlung am Bildwiesenweg war bis 1976 fertiggestellt, die Milchgrundsiedlung wurde ab 1972 bebaut.

## Einwohnerentwicklung
Einwohnerzahl von Gschlachtenbretzingen mit Burgbretzingen:
- 1895: 197
- 1939: 206
- 1950: 383
- 1961: 587
- 1970: 790
- 1979: 960

## Verkehr
Bis zum Bau der Kocherbahn, der Strecke von Heilbronn nach Crailsheim, in den 1860er Jahren hatte der Ort Verkehrsbedeutung, da der von Süden kommende Verkehr nach Schwäbisch Hall den Ort durchquerte, während heute die Bahnstrecke und die L 1055 den Ort im Osten umfahren. Die Ortsdurchfahrt wurde 1972 in ihrer heutigen Form angelegt.

## Gewerbe
Gschlachtenbretzingen war bis in die erste Hälfte des 20. Jahrhunderts überwiegend landwirtschaftlich geprägt. Wichtige alte Erwerbszweige waren die Ochsenzucht und der Weinbau. Der bedeutendste Gewerbebetrieb vor dem Zweiten Weltkrieg war die 1886 gegründete Gipsfabrik Mack in Burgbretzingen, das damals zu Gschlachtenbretzingen zählte.
Durch die Ausweisung des Gewerbegebietes auf der Gemarkung von Gschlachtenbretzingen haben sich nach dem Zweiten Weltkrieg weitere größere Unternehmen angesiedelt. 1956 kam die vor dem Krieg in Chemnitz und danach zunächst in Hessental ansässige Färbereimaschinenfabrik Then nach Gschlachtenbretzingen und bot bis zu 250 Arbeitsplätze. Ihr Gründer Rudolf Then (1889–1982) wurde 1964 zum Ehrenbürger von Michelbach an der Bilz ernannt. Weitere in Gschlachtenbretzingen ansässige größere Unternehmen waren Platten-Stoll (gegründet 1950), das Raumausstattungs-Unternehmen von Josef Hirsch (gegründet 1962) sowie die Spezialmaschinenfabrik Pfizenmaier und Sünder GmbH (gegründet 1965).